# Cuộc hành quân chết chóc Bataan

Lộ trình của cuộc hành quân tử thần. Đoạn đường từ San Fernando đến Capas đi bằng ô tô ray (rail car).

Cuộc hành quân chết chóc Bataan (Tagalog: Martsa ng Kamatayan sa Bataan, tiếng Nhật: Batān Shi no Kōshin (バターン死の行進)) được bắt đầu vào ngày 9 tháng 4 năm 1942, là một cuộc di chuyển cưỡng ép 60-80.000 tù binh chiến tranh Philippines và Mỹ được thực hiện bởi quân đội Nhật sau trận Bataan (trên lãnh thổ Philippines) trong Thế chiến thứ hai Có khoảng 2.500–10.000 tù binh Philippines và 100-650 tù binh Hoa Kỳ chết trước khi tới được địa điểm cuối cùng là Trại O'Donnell.. Khó có thể đưa ra con số chính xác cho số người chết, đặc biệt là với tù binh người Philippines bởi vì các sử gia không thể xác định có bao nhiêu tù binh đã trà trộn vào dân thường và trốn thoát. Hành trình từ Mariveles, Bataan đến San Fernando, Pampanga là đi bộ; còn từ San Fernando, những người sống sót được đưa lên xe lửa và chuyển đến Trại O'Donell ở Capas, Tarlac.
Trên tuyến đường dài 128 km (80 dặm) đã thường xuyên diễn ra những vụ giết chóc và lạm dụng vũ lực gây ra bởi quân Nhật. Kết quả là có rất nhiều tù nhân cũng như thường dân đã bị chết mà sau này Hội đồng Quân sự Đồng Minh đã coi đó là tội ác chiến tranh của Nhật Bản trong Thế chiến thứ hai.